# Isla Melbourne
Isla de Melbourne (en inuktitut: Qitiqtaryuaq, en inglés: Melbourne Island) es una isla en la parte norte de Canadá, en la región de Kitikmeot que pertenece al territorio de Nunavut. Se encuentra en el extremo occidental del golfo de la Reina Maud, cerca de la península de Kent (ahora Kiillinnguyaq). Al norte se encuentra la segunda más grande isla del Ártico canadiense, la isla Victoria. La isla Melbourne es de forma ovalada, y dominada por lagos y pantanos. Tiene una superficie de 381 km².